# Salvatore Martirano
Salvatore Giovanni Martirano (Yonkers, 12 gennaio 1927 – Urbana, 17 novembre 1995) è stato un compositore statunitense di musica classica contemporanea. Ha insegnato per molti anni all'Università dell'Illinois. Ha anche lavorato nella musica elettronica e ha inventato strumenti musicali elettronici.

## Biografia
Martirano conseguì la laurea nel 1934 presso l'Oberlin College, dove ha studiato composizione con Herbert Elwell. Un anno dopo completò il master in composizione alla Eastman School of Music, dove studiò con Bernard Rogers. Martirano ha lavorato in Italia dal 1956 al 1959, quando era un collega residente all'American Academy.
Tra il 1959 e il 1964 Martirano ricevette commissioni, premi e borse di ricerca dalle Fondazioni Guggenheim, Ford, Koussevitzky e Fromm, nonché dall'American Academy of Arts and Letters e dalla Brandeis University.
Nel 1963 Martirano entrò nel Dipartimento di Teoria e Composizione all'Università dell'Illinois a Urbana. Lavorò alla facoltà fino al suo pensionamento ed alla morte nel 1995. Martirano è stata la seconda persona a vivere nel 1955 nella "Casa di Garvey" a Urbana dopo Garvey, per il quale era stata progettata dal famoso architetto Bruce Goff.

### Musica
Molti dei primi lavori di Martirano incorporano tecniche compositive a dodici toni, nonché idiomi jazz, vernacolari e multimediali. La sua composizione più conosciuta, L's GA (Lincoln's Gettysburg Address), è stata largamente eseguita alla fine degli anni '60 e all'inizio degli anni '70. Diventò associato al movimento contro la guerra del Vietnam.

## Costruzione del SAL-MAR
Nel 1969 Salvatore Martirano, insieme a un gruppo di ingegneri e musicisti dell'Università dell'Illinois, iniziò a lavorare sulla progettazione e costruzione di uno strumento elettronico musicale. Lo strumento, denominato SAL-MAR Construction, è un sistema ibrido in cui i circuiti logici TTL (integrazione su piccola e media scala) pilotano moduli analogici, come oscillatori, amplificatori e filtri controllati dalla tensione. L'esecutore siede su un pannello di controllo orizzontale di 291 interruttori sensibili al tocco (senza parti mobili). Gli interruttori a due stati sono utilizzati da un esecutore per comporre sequenze di numeri caratterizzati da una varietà di intervalli e lunghezze. Una sequenza può bypassare, indirizzare o essere aggiunta ad altre sequenze che formano un albero di controllo e dati interbloccati in base alla scelta di un esecutore. La caratteristica peculiare dell'interruttore è che può essere azionato sia manualmente che logicamente, il che consente l'interazione uomo-macchina. La caratteristica più innovativa dell'interfaccia uomo-macchina è che consente all'utente di passare dal controllo dei macro ai micro parametri dell'output di informazioni. Questo è analogo a un obiettivo zoom su una fotocamera.

## Eredità ed onorificenze
L'anno successivo alla morte di Martiano fu istituito un premio per la composizione musicale intitolato al suo nome, il Salvatore Martirano Memorial Composition Award, che è stato assegnato ogni anno dal 1996.